# Avions Voisin V12L
Avions Voisin V12L розроблялась 1936 Габріелем Вуазеном і стала останнім люкс-автомобілем компанії Avions Voisin.

## Історія
Габріель Вуазен намагався врятувати свою компанію від банкрутства і спробував створити чергову розкішну модель з 12-циліндровим мотором для надзвичайно багатих осіб в часи після Великої депресії. Він надавав перевагу безшумності роботи мотору, тому використовував на всіх моделях 6-циліндровий безклапанний мотор з системою Knighta, якому не було реальної заміни. З початку 1930 років всі розкішні авто випускали з 8-циліндровими моторами, а останні моделі з 12-циліндровими. Тому Вуазен вирішив поставити в ряд два 6-циліндрові мотори об'ємом по 3 л і потужністю 100 к.с., отримавши подобу 12-циліндрового рядного мотору з системою Knighta потужністю 180 к.с.
Вуазен планував створити шасі нормальне V12L з колісною базою 3150 мм і довге V12LL з колісною базою 3500 мм. Він планував випускати 4-дверний седан Avions Voisin V12LL Croisière і 2-дверне 3-5 місне купе Avions Voisin V12L Ailée, прототип якого презентували на Паризькому салоні восени 1936. Пристрої у салоні повторяли новинки серійного Avions Voisin C28.
На початку 1937 компанія Avions Voisin опинилась під контролем бельгійських інвесторів на чолі з Ван Рогеном, які для рятування компанії від банкрутства відмовились виробляти наддорогі авто, надаючи перевагу більш дешевій моделі Avions Voisin С30.